# Állati elmék
Az Állati elmék (Un animal doué de raison) Robert Merle Goncourt-díjas francia író 1967-ben írt műve, az utópisztikus „állatregény”, a tudományos- (science-fiction) és politikai-fikció (politics-fiction) keveréke. A történet „a realitás és az álomvilág mezsgyéjén játszódik”, az állat és az ember, a kutató és a munkáját finanszírozó hatalom – jelen regényben az állam – viszonyát, valamint az állatokkal kísérletező ember felelősségét, és céljainak erkölcsi tartalmát tanulmányozza.
Az Állati elmék az író legismertebb, legolvasottabb műve, amelyben „az emberiség jövőjéért érzett aggodalmait fejezi ki. Regényét az esztelen fegyverkezéssel szembeszálló humánum ihleti.”
A témaválasztás alapja az a tény, hogy a világ vezető államainak „haditengerészete és más állami intézmények évente jelentős összegeket fordítanak különböző kutatócsoportok munkájának finanszírozására”, és ezek között igen fontos szerepet kapnak az állatkísérletek, amelyek az állati intelligencia határait, valamint az állati és emberi kommunikáció lehetőségeit kutatják.

## Cselekménye
|  | Alább a cselekmény részletei következnek! |

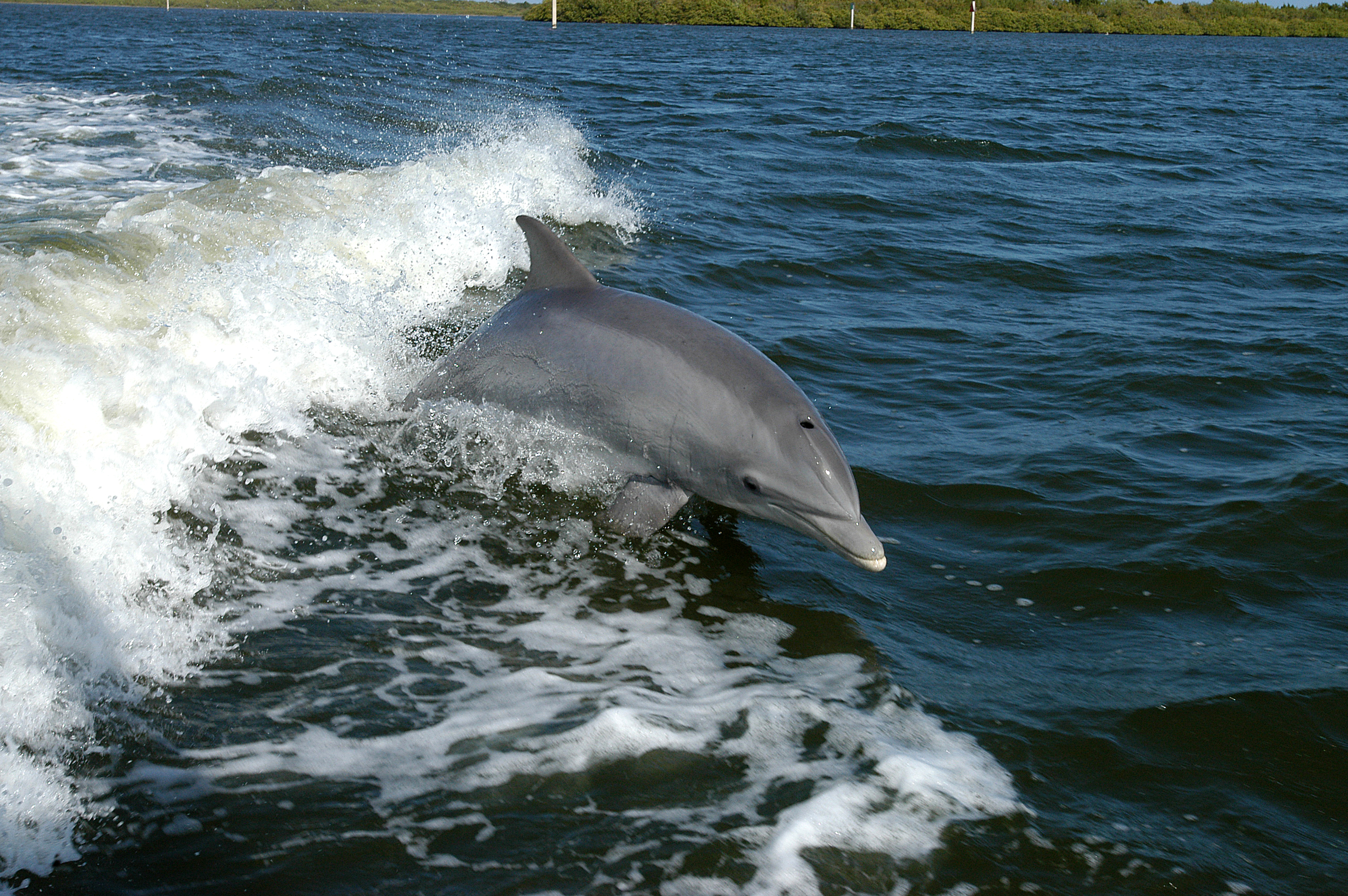

Az Állati elmék főszereplői a palackorrú delfinek; a regény reális keretét a róluk – két francia cetológus Paul Budker és René-Guy Bunsel segítségével – összegyűjtött zoológiai adatok alkotják. A cetfélék kivétel nélkül értelmes lények, ám a palackorrú delfin magasan kiemelkedik közülük; eszményi tárgya a tudományos kutatásnak, mert rendkívül szelíd, kis testű és intelligenciája közel áll az emberi intelligenciához. Tudományos kutatások igazolják, hogy a „delfin képes elszigetelve kiejteni egyes emberi szavakat, amelyek értelmét is felfogja, de egyelőre még csak remélhető, hogy egyszer sikerül áttérnie a szóról a mondatra: ez a döntő lépés azután lehetővé tenné, hogy […] elsajátítsa a tagolt nyelvet.” Merle regényének főszereplői egy intelligens és szeretereméltó delfin pár, már megtették ezt a döntő nyelvi lépést; és a regényben az emberek egyenrangú partnerei. Ám a szelíd, barátságos állatokat „az őrült emberiség katonai célokra akarja felhasználni.” Az Állati elmék egy ilyen katonai akció lehetőségét ábrázolja az 1970-es évek elejének hidegháborús politikai légkörébe ágyazva.
A történet Amerikában játszódik 1970. március 28-a és 1973. január 9-e között. Henry Sevilla professzor és társai egy kutatócsoport tagjai, akik a delfinek hangjeleit tanulmányozzák és forradalmi áttörést kívánnak elérni azzal, hogy a tagolt, emberi beszédre próbálják megtanítani őket. A kutatók munkáját siker koronázza; Dr. Sevilla két delfinje Bi és Fa – „nemzeti csoda!” – megtanulnak beszélni, sőt olvasni is.
Az idilli kutatómunkát egy napon a katonai hírszerzés emberének megjelenése zavarja meg, aki ellenőrizni kívánja az eddig elért kutatási eredményeket. Miután meggyőződik azok valósságáról, a delfinpárt egy titkos feladat végrehajtására elviszik a kutatótelepről, és a csoport további munkájának anyagi támogatását is beszüntetik. A vezető professzornak csak ekkor válik nyilvánvalóvá – amit mindeddig konzekvensen tagadni próbált – hogy a kísérlet finanszírozója kizárólag hadászati célból érdeklődik a delfinek iránt: ezek a kedves és bámulatosan tanulékony állatok gyilkolásra is kiképezhetők. A professzor, kedvese Arlette és leghűbb emberei saját erőből, új delfinekkel tovább folytatják a kísérleteket.
1973. január 4: „A Little Rock nevű amerikai cirkáló atomrobbanás következtében Hải Phòngtól nem messze a levegőbe repült. A legénységből senki sem maradt életben.”
A hír, amelyet Kína USA elleni provokációjaként tárgyal a világsajtó, felkavarja a közvéleményt. Megbolydul a politikai élet: Kína cáfolja a történteket, és a leghatározottabban tiltakozik az „imperialista banditák hazug koholmánya” ellen; Amerika háborúval fenyeget, és követeli, hogy a népi Kína egy héten belül „nemzetközi ellenőrzés mellett szerelje le atomüzemeit”; a Szovjetunió nem látja bizonyítottnak a merényletet, és úgy látja: „az amerikai külügyminisztérium szeretné casus bellinek felhasználni a Little Rock esetét.”. Küszöbön a harmadik világháború!
Pár nappal az incidens után Sevilla professzor váratlanul visszakapja delfinjeit, akik a kutatók csodálkozására nagyon megváltoztak; kerülik az embereket és nem akarnak többé beszélni. A csoport egyik tagja váratlanul meghal, a körülmények azt mutatják, hogy merénylet áldozata lett. Nyilvánvaló hogy Fa, Bi és a szigeten dolgozók mind életveszélyben vannak…
|  | Itt a vége a cselekmény részletezésének! |

## Fikció és valóság
A regény születésekor az író még nem is sejtette, mennyire közel jár a valósághoz. Jóslata két évvel később a Tonkini-öbölben beteljesedett, ahol a delfineket észak-vietnami búvárok ellen vetették be, majd a 90-es évek végén a Perzsa-öbölben, ahol tengeralattjárók aknáinak felderítésére használták őket. Talán a nem várt valósághűség megrendítette Merle-t, mert későbbi hasonló témájú, a tudomány felelősségét, az állatok és az emberek viszonyát elemző regényében, a Majomábécében már szigorúan a valóság talaján maradt és nem bocsátkozott tudományos találgatásokba.

## Magyarul
- Állati elmék; ford. Réz Ádám; Európa, Bp., 1969